# Relações entre Canadá e Índia
As relações entre Canadá e Índia são as relações bilaterais entre o Canadá e a República da Índia, que se baseiam em um compromisso mútuo com a democracia, o pluralismo e as relações entre os povos, segundo o Governo do Canadá. Em 2009, o comércio bilateral entre a Índia e o Canadá totalizou aproximadamente  de dólares canadenses. O bombardeio do voo 182 da Air India por residentes canadenses, que matou vários cidadãos canadenses, afetou notavelmente as relações por cerca de 20 anos. O sorridente teste nuclear de Buda na Índia prejudicou as relações entre as duas nações, com alegações de que a Índia violou os termos do plano de Colombo. Embora Jean Chrétien e Roméo LeBlanc tenham visitado a Índia no final dos anos 1990, as relações foram cortadas novamente, embora temporariamente, após os julgamentos de Pokhran-II. Índia e Canadá estão tomando medidas para se tornarem parceiros estratégicos, com o primeiro-ministro Stephen Harper fazendo uma visita de estado em 2012. Ambos os países são ex-colônias britânicas e são membros plenos da Comunidade das Nações.

## História

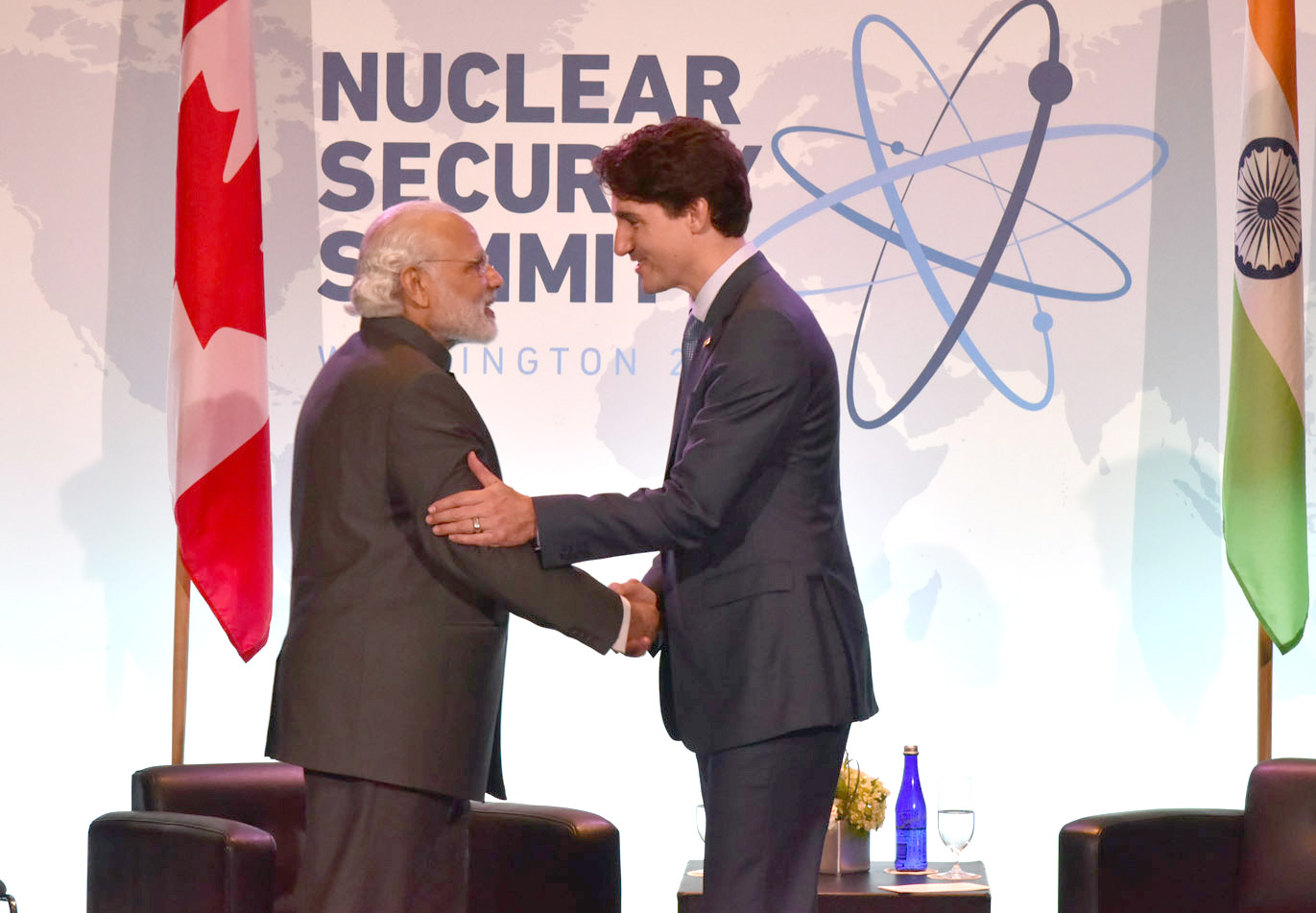
O primeiro-ministro indiano Narendra Modi com o primeiro-ministro canadense Justin Trudeau na cúpula de segurança nuclear em abril de 2016.

Migrantes indianos se estabeleceram na costa oeste a partir do final do século XIX.
Nas décadas de 1940 e 1960, as relações entre o Canadá e a Índia melhoraram devido aos laços pessoais que se desenvolveram entre o primeiro-ministro indiano Jawaharlal Nehru e dois primeiros-ministros canadenses que serviram durante aqueles anos. : Louis St. Laurent e Lester B. Pearson. Nas Nações Unidas e na Comunidade, em questões tão diversas como o Armistício da Guerra da Coreia e a Crise de Suez, tem havido uma convergência de interesses e engajamento entre a Índia e o Canadá. O programa de ajuda do Canadá à Índia começou em 1951 e cresceu consideravelmente sob o Plano Colombo . O Canadá forneceu ajuda alimentar, financiamento de projetos e assistência técnica à Índia. Nas últimas cinco décadas, a Índia foi um dos principais destinatários da ajuda bilateral canadense, que totalizou mais de  dólares canadenses . Na década de 1960, o Canadá apoiou o Usina hidrelétrica Kundah sob o Plano Colombo.
Na época, o Canadá se recusou sistematicamente a se envolver em cooperação nuclear com a Índia e o Paquistão até que esses dois países assinassem o tratado, encerrando assim sua colaboração nuclear com a Índia por enquanto. Índia, e minando seriamente as relações entre as duas nações. No entanto, em 2010, a assinatura do Acordo de Cooperação Nuclear (ACN) entre os dois países marcou o início de uma nova era de engajamento. Um acordo de acompanhamento foi assinado em 2015 para fornecer  de concentrado de urânio para a Índia sob um contrato de cinco anos.
O primeiro-ministro canadense, Jean Chrétien, realizou missão diplomática na Índia em janeiro de 1996 com dois ministros e trezentas personalidades do mundo dos negócios. O Ministro das Relações Exteriores Lloyd Axworthy fez uma visita à Índia em janeiro de 1997 durante o qual ele inaugurou o escritório do Alto Comissariado canadense em Chandigarh, capital dos estados de Punjab e Haryana. A Força-Tarefa de Contraterrorismo Canadá-Índia também foi criada em 1997, reunindo vários departamentos e agências governamentais canadenses e indianos a cada ano. O ex-governador geral Roméo LeBlanc fez uma visita de estado à Índia em março de 1998. O primeiro-ministro Stephen Harper fez uma visita oficial à Índia em novembro de 2009. A Fundação Canadá-Índia atua desde 2007 na promoção do apoio ao fortalecimento das relações bilaterais entre o Canadá e a Índia. O primeiro-ministro indiano, Manmohan Singh, visitou o Canadá em junho de 2010 para a Cúpula do G20 em Toronto.
O ano de 2011 foi denominado " Ano da Índia no Canadá », Uma iniciativa conjunta dos dois governos. Sob esta égide, em junho de 2011, a Câmara de Comércio Indo-Canadá co-organizou com o governo indiano a conferência regional Pravasi Bhartiya Divas sobre a Diáspora. Esta conferência recebeu mais de  de setores governamentais, empresariais, médicos, científicos e filantrópicos na Índia e no Canadá. Este evento foi seguido pela cerimônia do International Indian Film Academy Awards, realizada em Toronto, em junho de 2011.
O primeiro-ministro Justin Trudeau passou uma semana na Índia para uma visita de estado a fevereiro de 2018. A maioria dos comentaristas considerou a visita um fracasso ou um desastre por causa da tolerância do Canadá para os separatistas Sikhs que operam naquele país.
Dois primeiros-ministros indianos falaram em uma sessão conjunta do Parlamento canadense: Indira Gandhi, em 19 de junho de 1973 e Pandit Jawaharlal Nehru, em 24 de outubro de 1949.